# Bihar
Bihar (बिहार) is een deelstaat van India. De staat ligt in het oostelijke deel van het land. De hoofdstad is Patna. De staat had ruim 104 miljoen inwoners in 2011.
Bihar is na de staatsherindeling van 2000 de op elf na grootste staat van India en na Uttar Pradesh en Maharashtra de dichtst bevolkte staat van het land. De bevolkingsgroei was tussen 2001 en 2011 25% groter dan in elke andere Indiase staat, met uitzondering van enkele weinig bevolkte staten in het uiterste noorden en twee territoria. Achtenvijftig procent van de bevolking is jonger dan 25 jaar, het hoogste percentage in India.
Slechts 11,29% van de bevolking van Bihar woont in verstedelijkt gebied, wat op de bergstaat Himachal Pradesh na veel lager is dan in alle andere Indiase staten en territoria. De gemiddelde bevolkingsdichtheid is wel in lijn met de andere deelstaten. De grootste steden van Bihar zijn Patna, Gaya, Bhagalpur, Muzaffarpur, Darbhanga en Purnia. 
Bihar is een landbouwstaat: tachtig procent van de bevolking werkt in de landbouw.

## Geschiedenis
Bihar heeft een lange geschiedenis. Het werd Magadha genoemd in oude dagen. De hoofdstad Patna, vroeger bekend als Pataliputra, was het centrum van het Mauriaanse Rijk dat het Indische subcontinent tussen 325-185 v.Chr. overheerste. Keizer Ashoka is de bekendste heerser van deze dynastie. Bihar bleef een belangrijk centrum van macht, cultuur en wetenschap gedurende de volgende duizend jaar. Het behoorde meestal aan de Paladynastie van Bengalen, machtige beschermers van het boeddhisme.
Aan de culturele bloei kwam een einde door de invallen van Turks-islamitische invallers uit Afghanistan aan het einde van de 12e eeuw. De nieuwelingen stichtten dynastieën in Delhi en Bengalen die het noorden van India regeerden tussen de 12e en 16e eeuw. Bihar werd een provincie van het sultanaat Delhi, dat later opging in het Mogolrijk. De bestuurlijke elite werd in deze nieuwe rijken gevormd en aangevuld door nieuwe moslimsoldaten uit Afghanistan en Centraal-Azië, die weinig gemeen hadden met de lokale bevolking. Ondanks dat de verovering met plunderingen van tempels en universiteiten gepaard ging, was van gedwongen bekering tot de islam geen sprake. In plaats daarvan werden hindoes en boeddhisten als dhimmi's behandeld, die de speciale belasting, de jizya, moesten betalen. In de loop der tijd bekeerden velen zich vanwege de financiële voordelen en carrièremogelijkheden die dit bood tot de islam.
De sultanaten van Delhi en Bengalen gingen in de 16e eeuw op in het Mogolrijk, dat in 1540 kort door Sher Shah Suri werd overgenomen, van oorsprong lokale bestuurder in Bihar. Suri legde de langste weg van het Indiase subcontinent aan: de Grand Trunk Road, die in Calcutta begint en in Pesjawar (tegenwoordig in Pakistan) eindigt en onder andere van oost naar west door Bihar loopt.
Op 15 november 2000 werd het zuidelijke gedeelte van de staat Bihar afgesplitst voor de vorming van een nieuwe deelstaat, Jharkhand. De grootste steden van Jharkhand zijn, naast de hoofdstad Ranchi, Dhanbad en Jamshedpur.

## Geografie
De staat wordt begrensd in het noorden door Nepal, in het westen door Uttar Pradesh, in het zuiden door Jharkhand en in het oosten door West-Bengalen. Bihar ligt in de zeer vruchtbare vlaktes van de Ganges en maakt deel uit van het gebied waar het Hindi door een groot deel van de bevolking wordt gesproken (Hindi Belt). De economie is vooral afhankelijk van de landbouw.

## Bestuurlijke indeling
Bihar is bestuurlijk onderverdeeld in 38 districten, die weer gegroepeerd zijn in negen divisies. Hieronder volgt een lijst van de districten gegroepeerd per divisie:
| - Bhagalpur - Banka - Bhagalpur - Darbhanga - Begusarai - Darbhanga - Madhubani - Samastipur - Kosi - Madhepura - Saharsa - Supaul - Magadh - Arwal - Aurangabad - Gaya - Jehanabad - Nawada |  | - Munger - Jamui - Khagaria - Lakhisarai - Munger - Sheikhpura - Patna - Kaimur - Bhojpur - Buxar - Patna - Rohtas - Nalanda - Purnia - Araria - Katihar - Kishanganj - Purnia |  | - Saran - Gopalganj - Saran - Siwan - Tirhut - Purba Champaran - Paschim Champaran - Muzaffarpur - Sheohar - Sitamarhi - Vaishali |

## Bevolking

### Demografie
Sinds 1951 is de bevolking van Bihar - zoals in de rest van India - bijna verdrievoudigd. Hoewel de percentuele bevolkingsgroei per decennium langzaam afneemt, zal (mede door de nog jonge bevolking van de staat) het aantal inwoners nog voor 2030 het aantal van Maharashtra overstijgen. Aan het einde van de 21e eeuw zal Bihar waarschijnlijk tussen de 220 en 250 miljoen inwoners tellen en daarmee na Uttar Pradesh de meest bevolkte staat van India zijn.

### Talen
Bihar heeft vele lokale talen, waaronder Bhojpuri, Maithili en Magahi (Magadhi). Deze talen en de verwante talen zijn bekend als de Biharitalen. Geen enkele daarvan wordt echter gebruikt als officiële taal. Dat zijn namelijke Hindi (eerste) en het Urdu (tweede).

### Armoede
Van alle staten van India kende Bihar in 2004 en 2005, op één staat na (Odisha), het hoogste percentage inwoners die onder de armoedegrens leeft. In 2004 en 2005 leefde nog 41,4% van de bevolking van Bihar onder de armoedegrens. In 2012 was dit aantal gedaald tot 33,74% en was Bihar opgeklommen tot de staat op vijf staten na met het hoogst aantal percentage inwoners onder de armoedegrens.

## Politiek en overheid

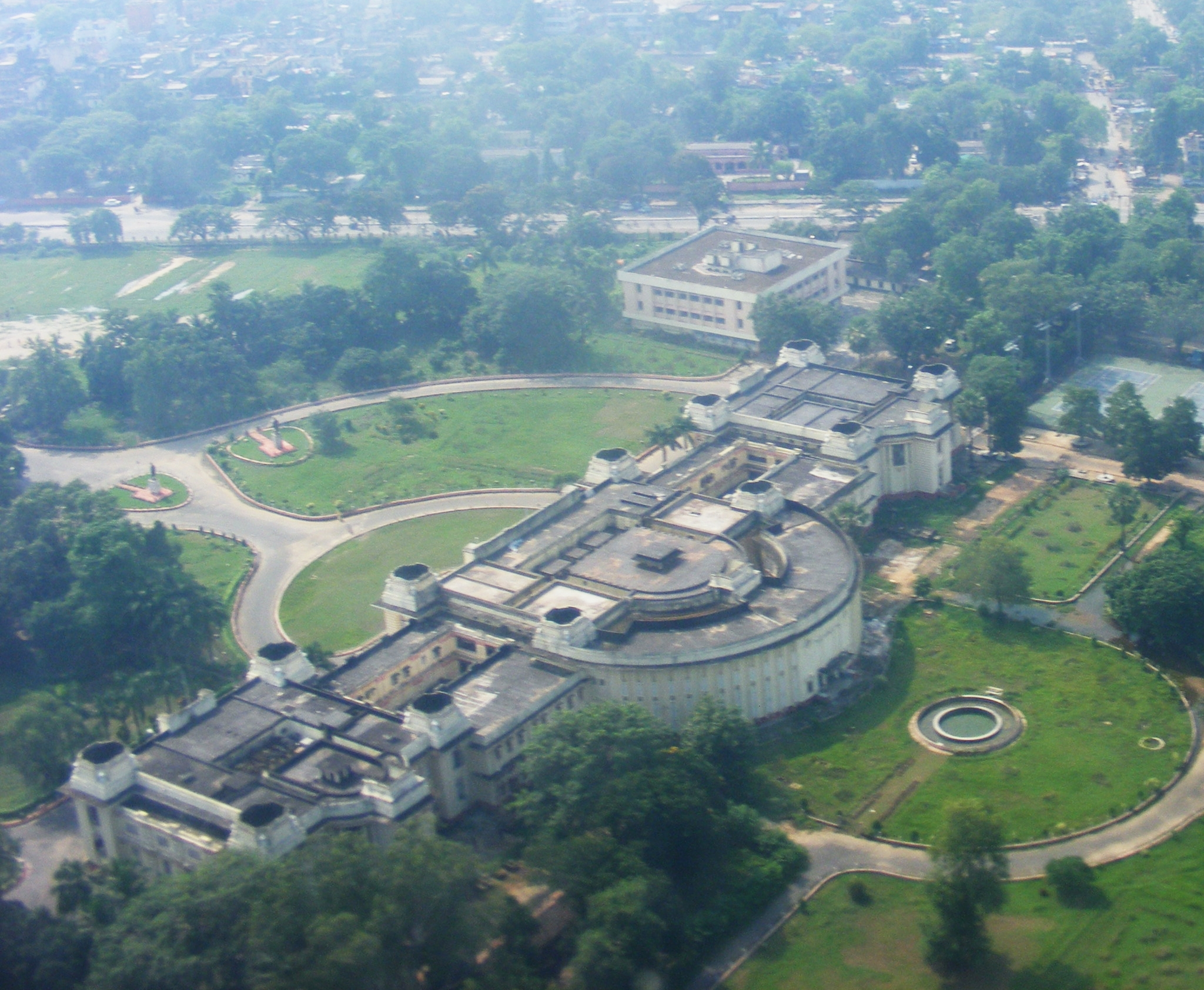
De Vidhan Sabha in Patna

Bihar is een van de zes Indiase staten waar het parlement een tweekamerstelsel hanteert, bestaande uit de Vidhan Sabha, die de taak van het Lagerhuis vervult en de Vidhan Parishad, die van het Hogerhuis.
Tot 1990 werd Bihar, op enkele uitzonderingen na, voornamelijk bestuurd door de Congrespartij (INC). Daarna kwam de linkse Janata Dal aan de macht en vanaf 1997 de daarvan afgesplitste Rashtriya Janata Dal (RJD). Bij de verkiezingen in februari 2005 werd de Janata Dal (United) (JD(U)) de grootste partij, maar slaagde men er vervolgens niet in een regering te vormen. In zo'n geval schrijft de Grondwet van India (artikel 356) voor dat een deelstaat tijdelijk geregeerd wordt door de President van India, wat in de praktijk wordt uitgevoerd door een gouverneur van een andere staat. Dit was in Bihar tussen maart en november 2005 het geval. Na nieuwe verkiezingen in oktober 2005 slaagde de regeringsvorming alsnog.
De meest recente parlementsverkiezingen in Bihar vonden plaats tussen oktober en november 2015. Er werden verschillende allianties gesmeed, waaronder Mahagathbandhan (bestaande uit JD(U), RJD en INC), National Democratic Alliance (bestaande uit BJP, LJP, RLSP en HAM) en een linkse alliantie bestaande uit socialistische en communistische partijen. Er namen ook zes moslimpartijen aan de verkiezingen deel.
De Mahagathbandhan-alliantie veroverde 178 zetels en behaalde daarmee een overweldigende overwinning. De drie desbetreffende partijen vormden een kabinet en JD(U)-leider Nitish Kumar werd voor de vijfde keer beëdigd als chief minister van Bihar. In juli 2017 werd de alliantie echter verbroken en een nieuwe regeringscoalitie gevormd tussen JD(U) en de rechtse BJP.

### Huidige zetelverdeling
De zetelverdeling van de 243 zetels tellende Vidhan Sabha van Bihar is sinds november 2015:
| Partij                                                                           | Zetels | Verschil met 2010 |
| -------------------------------------------------------------------------------- | ------ | ----------------- |
| Rashtriya Janata Dal (RJD)                                                       | 80     | +68               |
| Janata Dal (United) (JD(U))                                                      | 71     | -44               |
| Congrespartij (INC)                                                              | 27     | +23               |
| Bharatiya Janata-partij (BJP)                                                    | 53     | -38               |
| Lok Janshakti-partij (LJP)                                                       | 2      | -1                |
| Rashtriya Lok Samata-partij (RLSP)                                               | 2      | +2                |
| Hindustani Awam Morcha (HAM)                                                     | 1      | +1                |
| Communistische Partij van India (Marxistisch-Leninistisch) Bevrijding (CPI(ML)L) | 3      | +3                |
| Communistische Partij van India (CPI)                                            | 0      | -1                |
| Onafhankelijke kandidaten                                                        | 4      | -2                |

### Gouverneur
De gouverneur is hoofd van de deelstaat en wordt voor een termijn van vijf jaar aangewezen door de president. De rol van de gouverneur is hoofdzakelijk ceremonieel en de echte uitvoerende macht ligt bij de ministerraad, met aan het hoofd de chief minister.